# Блумфонтейн
Блумфонтейн (на африкаанс: Bloemfontein) е град, разположен в централната част на РЮА, главен административен център на провинция Фрайстат, бивша столица на Оранжевата свободна държава. Основан е през 1846 година. Населението му през 2011 година е 256 185 души. Той е център на селскостопански район, голям транспортен възел. Машиностроене, кожарска, химическа, хранително-вкусова промишленост. Производство на локомотиви. Има университет, основан през 1855 година. В Блумфонтейн е роден британският писател Дж. Р. Р. Толкин.